# Louis Montoyer
Louis Joseph Montoyer (* um 1749 in Mariemont, Österreichische Niederlande; † 5. Juni 1811 in Wien) war ein österreichischer Architekt, der seine Hauptwirkungsstätten im habsburgischen Brüssel sowie in Wien hatte.

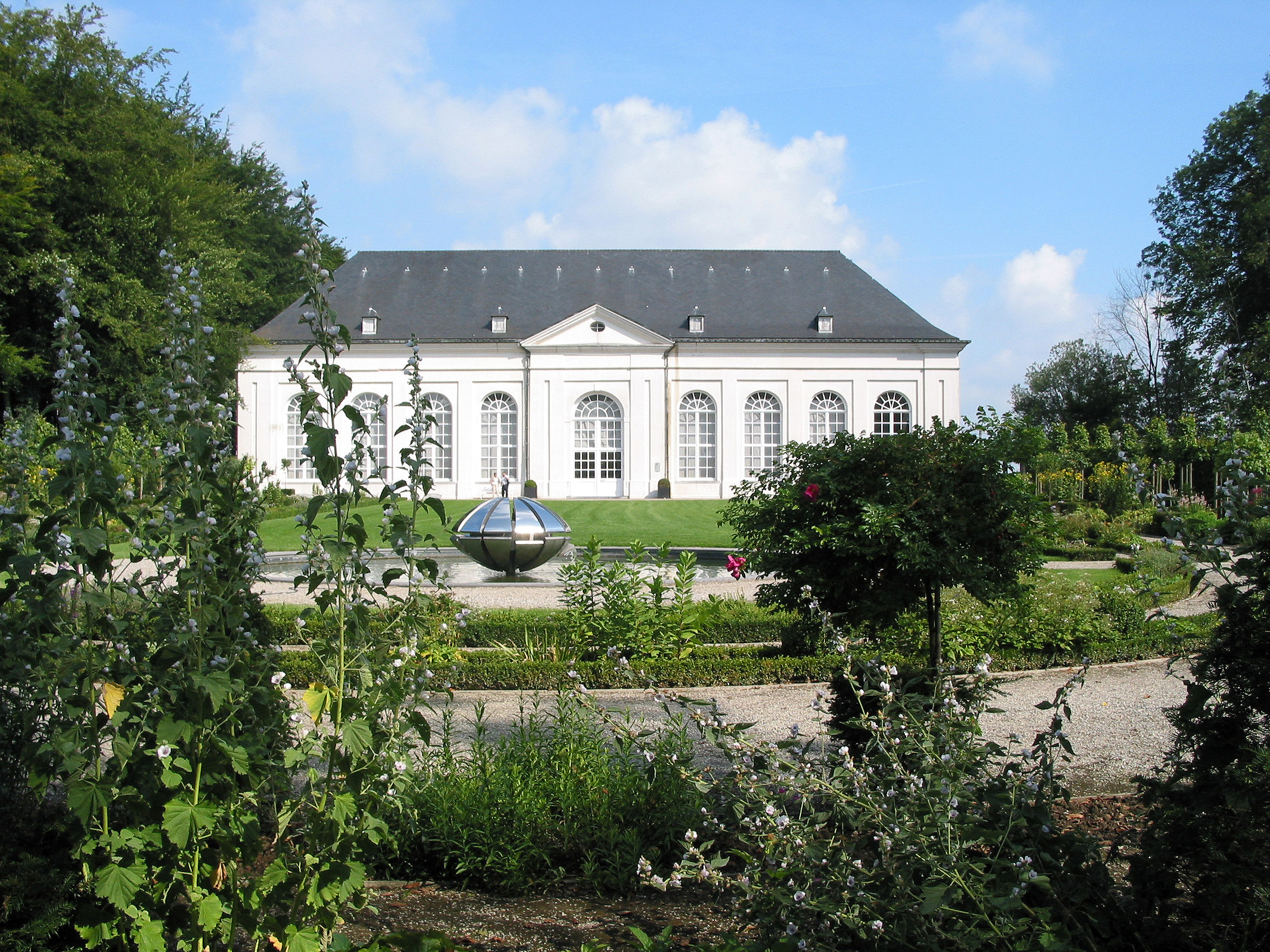
Orangerie des Schlossgarten Seneffe

## Leben
Louis Montoyer war ab dem Jahre 1778 in Brüssel als Architekt tätig, wo er unter anderem den Königspalast, den damaligen Sitz des habsburgischen Statthalters erbaute. 1795 kam er mit Herzog Albert von Sachsen-Teschen nach Wien, der ihn bereits 1780 zu seinem Hofarchitekten ernannt hatte. Hier arbeitet er zunächst am Umbau dessen Palais, der heutigen Albertina. An der Hofburg stellte er mit dem Bau des Zeremoniensaals die Verbindung des Leopoldinischen Trakts mit der alten Hofburg her. Für den damaligen russischen Gesandten Fürst Andreas Rasumofsky errichtete Louis Montoyer das Palais Rasumofsky. 1807 wurde der Architekt schließlich von Kaiser Franz I. zum Hofarchitekten ernannt.
Louis Montoyer wurde auf dem Sankt Marxer Friedhof beigesetzt, wo ein Gedenkstein an ihn erinnert.

## Bauwerke in Belgien
- Orangerie des Schlossgarten Seneffe
- Königliches Park Theater

## Bauwerke in Österreich
- Zeremoniensaal der Hofburg, 1801–1802
- Umbau des Palais Erzherzog Albrecht („Albertina“), 1801–1804
- Umbau der Hofburgkapelle, 1802
- Aufstockung des Churhauses, 1806
- Umgestaltung der Malteserkirche, 1806–1808
- Palais Rasumofsky, 1806–1807
- Redoute Baden, 1801 (1908 demoliert)

## Ehrungen
Der Architekt wurde am 25. September 1805 zum Ehrenbürger von Wien ernannt.